# Требишниця
Требишниця (серб. Требишњица, хорв. Trebišnjica) — річка в Боснії і Герцеговині, Чорногорії та Хорватії.
Довжина річки 187 км, з них 98 км над землею, а 89 км становить підземна частина. Це одна з найдовших підземних річок у світі. Під землею річка тече в карсті в основному по Динарському нагір'ю, утворюючи складну мережу струмків. 
Виникає при злитті річок Мушниця та Грачаниця у долині Гатачко поле, після чого спершу тече переважно в південному напрямку, утворюючи на одній із ділянок кордон між Боснією (Республіка Сербська) та Чорногорією. В районі селища Гранчарево повертає на захід. Після міста Требинє виходит на карстову рівнину Попове поле, з якої має підземний сток у двох напрямках - на захід в долину Неретви, та на південь у Адріатичне море біля Дубровника. Для запобігання втратам води через карст на Поповому полі річка заведена в канал Требинє - Гнутово
Використовується для потреб гідроенергетики: ГЕС Требинє І біля Гранчарево, Требинє ІІ біля однойменного міста, а також станції Дубровник (деривація із району Требинє) та Чаплина (на стоці в долину Неретви).
Води річки використовуються для зрошення. У Чорногорії на лівому березі Требишниці розташована велика печера Червона Стіна із залишками людської діяльності приблизно 16 тис. років до нашої ери.